# Otto Dietrich

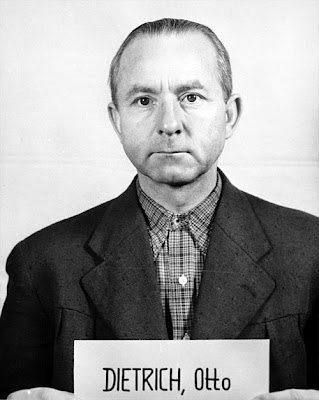
Otto Dietrich i amerikansk fångenskap.

Jacob Otto Dietrich, född 31 augusti 1897 i Essen, Rhenprovinsen, Preussen, Kejsardömet Tyskland, död 22 november 1952 i Düsseldorf, Nordrhein-Westfalen, Västtyskland, var en nazistisk ämbetsman. Han var NSDAP:s presschef från 1931 till 1945.

## Biografi
Dietrich var NSDAP:s presschef och sedermera även statssekreterare med rang av SS-Obergruppenführer (1941) vid Ministeriet för allmänhetens upplysning och propaganda fram till andra världskrigets slut.
Vid den så kallade Ministerierättegången dömdes han 1949 som krigsförbrytare till sju års fängelse i Landsbergfängelset. Han benådades 1950 av den amerikanske generalen John J. McCloy, överkommissarie i Tyskland.